# یواس‌اس امسبری (دی‌یی-۶۶)
یواس‌اس امسبری (دی‌یی-۶۶) (به انگلیسی: USS Amesbury (DE-66)) یک کشتی بود که طول آن ۳۰۶ فوت (۹۳ متر) بود. این کشتی در سال ۱۹۴۳ ساخته شد.